# Arichanna striata
Arichanna striata är en fjärilsart som beskrevs av Stöckl. Arichanna striata ingår i släktet Arichanna och familjen mätare. Inga underarter finns listade i Catalogue of Life.